# Flint (otok)
Flint je nenaseljeni koraljni otok u sastavu Kiribata.

## Zemljopis
Nalazi se u otočnoj grupaciji Line Islandsa, 138 km jugo-jugoistočno od Vostoka i 200 km jugozapadno od Millenniuma.
U sredini otoka nalazi se niz od pet malih slatkovodnih jezera.

## Flora i fauna
Većina otoka prekrivena je plantažnim kokosovim orahom. Osim njega, zastupljene su i neke autohtone biljne vrste poput: Pisoniae, Pandanusa, Cordiae, Callophylluma i Guettarda.

## Vanjske poveznice
|  | Zajednički poslužitelj ima još gradiva o temi Flint (otok) |